# علم ولاية شان
تم اعتماد علم ولاية شان كأحد أحكام الموقعة في 12 فبراير 1947 ضمن اتفاقية بانغلونغ، والتي كانت واحدة من أهم الخطوات نحو استقلال ميانمار.

## التصميم
يتكون العلم من شريط أفقيمن ثلاثة ألوان: الأصفر والأخضر والأحمر، مع دائرة بيضاء في الوسط.
- يمثل اللون الأصفر البوذية التي يمارسها أغلبية شعب شان
- يمثل اللون الأخضر الأراضي الزراعية الغنية في ولاية شان
- يمثل اللون الأحمر شجاعة شعب شان
- تمثل الدائرة البيضاء القمر الذي يرمز إلى آمال شعب شان في السلام والاستقرار.[1]

وتشير تفسيرات أخرى إلى أن اللون الأصفر يمثل لون رداء الراهب أو حقل الأرز أثناء الحصاد.